# Революционная Россия
«Революционная Россия» — нелегальный эсеровский журнал, центральный орган Партии социалистов-революционеров.

## История
Газета выходила с 1900 года как издание Союза социалистов-революционеров, а с января 1902 года, после слияния «Союза» с Партией социалистов-революционеров, была до декабря 1905 года центральным органом партии.
Издавалась в Куоккала, в Финляндии; в Томске; в Женеве. В Томске в сентябре 1901 года по доносу Е. Ф. Азефа типография была разгромлена жандармами, затем последовал арест 22 эсеров вместе с основателем «Революционной России» А. А. Аргуновым. С № 3 издание газеты переведено за границу. В Женеве «Революционная Россия» сперва выходила ежемесячно, затем 2 раза в месяц. Всего было издано 77 номеров и 4 «летучих листка». За рубежом редактирование газеты производили М. Р. Гоц и В. М. Чернов, контролируемые ЦК эсеров.
Систематически освещая события крестьянского и рабочего движения в России, общественной и партийной жизни, «Революционная Россия» также уделяла большое внимание террористической борьбе эсеров. Широко представлены были и программные документы партии. С «Революционной Россией» неоднократно полемизировала большевистская «Искра» и в своих статьях В. И. Ленин.
№ 1—2 вышли в конце 1901 г. в России нелегальным образом; с № 3 выходил за границей, тетрадями; место издания не обозначалось, имя редактора — также не обозначалось; таким образом, «Революционная Россия» была органом формально нелегальным даже в месте своего издания. Это не мешало ей иметь широкое распространение в России, куда она проникала контрабандным путём. Выходила сперва ежемесячно, потом чаще; последний № 77 вышел в декабре 1905 г. За весьма немногими исключениями статьи — анонимные. «Революционная Россия» стремилась не столько к теоретической разработке вопросов социализма и т. п., сколько к противоправительственной агитации во всех слоях общества. Ей пришлось занять оборонительную позицию против «Искры», органа социал-демократии; но тон полемики в «Р. Р.» был более сдержанный. Не раз «Революционная Россия» заявляла, что разногласия социал-революционеров и социал-демократов — домашние споры и что обе партии одинаково резко противоположны либералам. Тем не менее и либеральный орган «Освобождение» «Революционная Россия» приветствовала дружески ввиду общей борьбы против правительства. Благожелательства к «Освобождению» «Революционная Россия», однако, не выдержала, и впоследствии не раз резко нападала на него, обвиняя его в сочувствии к дворянству и к умеренным земцам, в затаённом стремлении подготовлять царство буржуазии. «Революционная Россия» была все время очень богата фактическими корреспонденциями из России и секретными официальными документами (особенно из области деятельности цензурных учреждений), конкурируя в этом отношении с «Освобождением» и превосходя «Искру». Прекратилась «Революционная Россия» тогда, когда казалось, что явилась возможность создать социалистически-революционную прессу в самой России.
С 1920 до начала 1922 издавалась в Таллине, затем в Берлине, а с конца 1923 года — в Праге. С 1924 года, при издании в Праге, издание финансировалось из средств золотого запаса, вывезенного чехословацкими легионерами с территории бывшей Российской империи.